# Venère
Venère település Franciaországban, Haute-Saône megyében. Lakosainak száma 207 fő (2022. január 1.). Venère Onay, Bonboillon, Champtonnay, Chancey, Cugney és Valay községekkel határos.

## Népesség
A település népessége az elmúlt években az alábbi módon változott:
| Lakosok száma | 215  | 222  | 225  | 218  | 213  | 209  | 207  | 207  | 207  |
|               | 2013 | 2015 | 2016 | 2017 | 2018 | 2019 | 2020 | 2021 | 2022 |